# ドージャ・ジェルジ

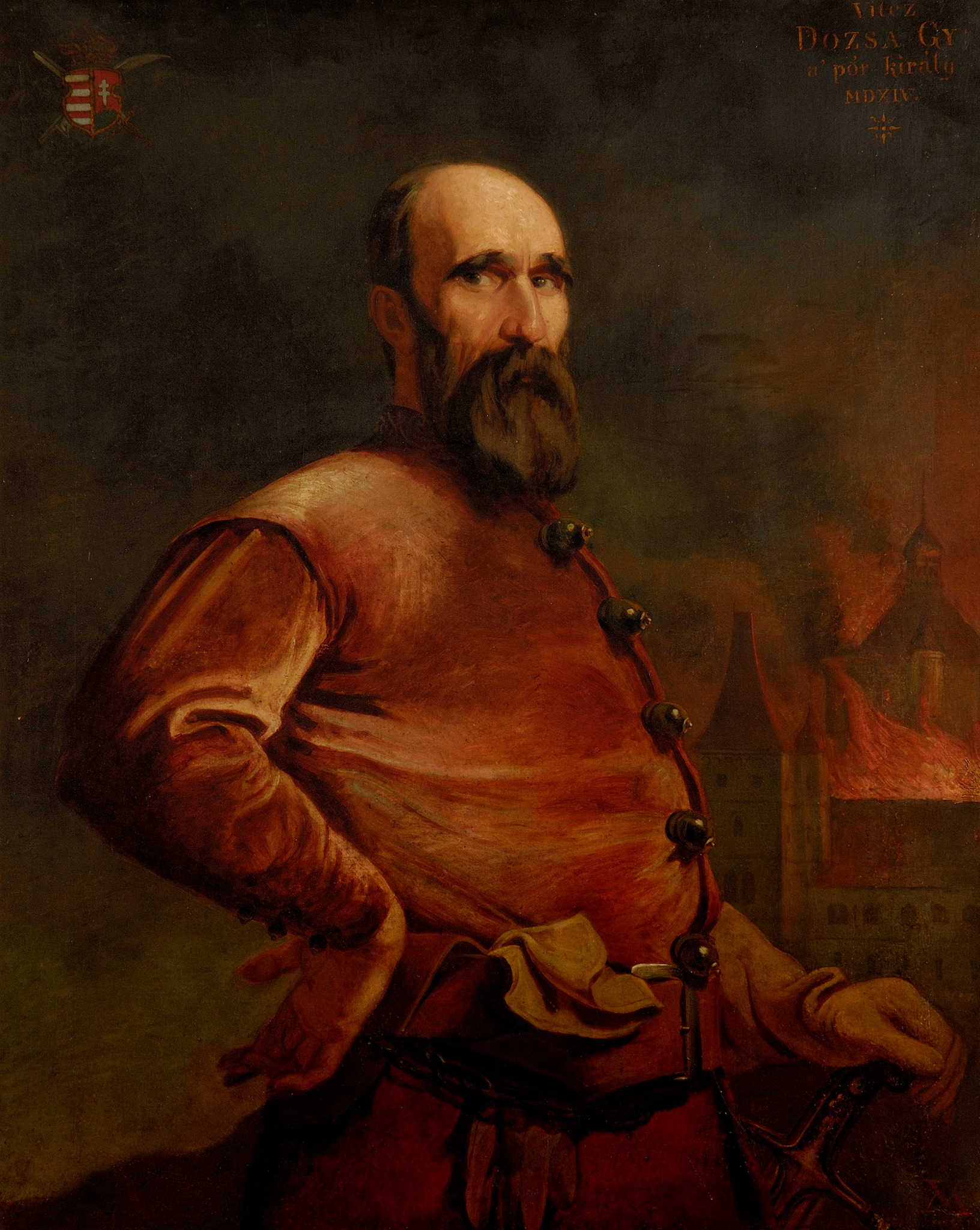
ドージャ・ジェルジの時代錯誤写真（1913）

ドージャ・ジェルジ（ハンガリー語: Dózsa György、あるいはSzékely György、ルーマニア語: Gheorghe Doja、1470年 - 1514年7月20日）は、ハンガリー王国トランシルヴァニア地方出身で、王国に対し農民反乱を起こしたセーケイ人騎士である。結局、捕えられ、支持者と共に処刑されたものの、キリスト教の殉教者としても知られている。また、ウラースロー2世の時代には、かつて農民の自由を剥奪していた特権階級の力を強め、王権を弱くした一面もある。

## 反乱の勃発
ダルニクで生まれたドージャは、オスマン帝国との戦争で武勇の名声を得た傭兵であった。ハンガリーの大法官、バコーツ・タマーシュはレオ10世のオスマン帝国に対する十字軍派遣の教皇勅書を有して1514年、聖座から帰って来、ドージャに十字軍を編制するように命じた。数週間の後、彼はクルツと呼ばれる数十万の軍勢を集め、その中身は多くが農民、学生、料理人、神父等であり、中世に於いては身分の低い者も多かった。彼らは国の為に集まり、ドージャの軍事教練をした時には、不平の声も聞かれたようである。

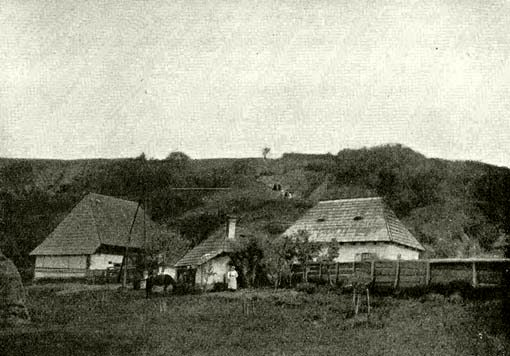
1900年のダルニク

軍勢の衣食の目処は立たず、収獲時が近付くと、地主は彼らを収獲の為に呼び戻し、それに従わなかった場合、彼らの妻子の虐待が行われた。そして、彼の信念は軍事的主導権を得る為に軍事的権利を有し、それを元に社会に君臨していた貴族階級を打倒する方向に傾いた。反乱軍はハンガリー大平原一帯に広がったため、バコーツはその命を取り下げた。即座に、反乱の目的は当初の目的から離れ、その目的は地主への復讐へと変わって行った。

## 成功
この時、ドージャは自らの組織した軍隊の指揮が効かなくなっており、その軍隊は実質、ツェグレードのメーサーロシュ・レーリンツの下にあった。ツェグレードが農民側についた頃から、反乱はより危険な物となっており、ブダ等ではクルク(クルツ)に対して騎兵隊が送られたものの、門前で崩壊した。反乱は尚も広がり、ハンガリーを中心に数百ものマナー・ハウスや城郭が焼き払われ、数多の地主が串刺しにされ、磔にされ、その他諸々の方法で殺された。ツェグレードにあったドージャの本拠地はジャックリーの乱の中心地となり、周辺地域でもツェグレード同様の事が起こっていた。
その結果、教皇勅書は破棄され、ウラースロー2世は反乱軍に帰路につくよう命じた。この頃には、反乱は革命の体をなしてきており、ヴェネツィア共和国、ボヘミア王国、神聖ローマ帝国から迅速に集められた傭兵と全属国からの軍隊が鎮圧に向かってきた。その頃、ドージャは街を包囲し、大司教と城代を串刺しにする事によって勝利を宣言していた。
続いて、アラドにて、出納係のテレグディ・イシュトヴァーンが捕えられ、拷問の下に死した。一般的に反乱軍は、悪人か富豪かを捕まえていくが、彼らは比較的自由に釈放された。ドージャは自らの発言を撤回しなかっただけでなく、しばしば逃亡の手助けをしていた。彼は自らの軍隊を全く指揮出来なかっただけでなく、その多くは他の指揮官に奪われていった、初めは王国が並びたてぬ程の軍隊を持っているかに思われていたにもかかわらず。

## 逮捕、処刑

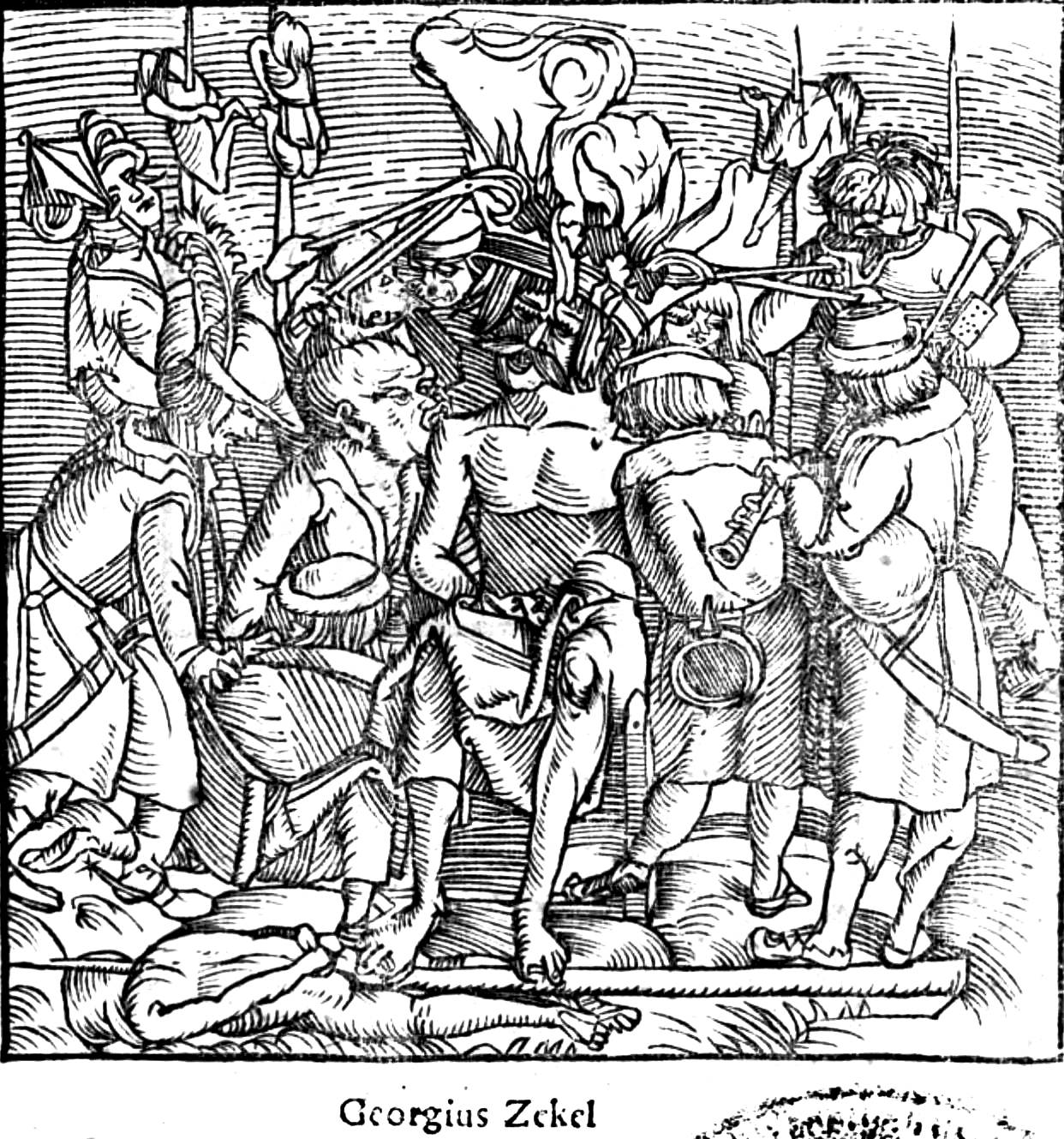
ドージャの処刑（現代木版画）

夏になると、彼はアラド、リポヴァ、シリアの砦を得て、大砲と訓練された銃士を得た。また、彼の一師団は首都の25km手前に迫っていた。しかしながら、芳しくない装備の農民は貴族の重装備の騎兵隊の下に大敗を喫した。ドージャ自身も明らかに成功への野心が薄れていき、千年王国の樹立を宣言した。
鎮圧は政治的に必要となり、テメシュヴァール（今日のティミショアラ）にサポヤイ・ヤーノシュとバーソリー・イシュトヴァーン8世率いる2万の兵で向かった。ドージャはその戦いの後に捕まり、熱された鉄の王座に座さされ、熱された鉄の王冠を冠らされ、熱された鉄の笏を握らされた。彼がもがいている最中、九人の反乱軍を予め飢えさせておき、彼に従わせた。更に、彼の弟のジェルジェリーを、ドージャが話掛ける前に、彼の目の前で三つ裂きにした。加えて、処刑人に火から出したペンチをドージャに突き刺させた。そして彼の体を抉った後、残りの反乱軍には熱い鉄を噛ませて飲ませた。拒否した3、4人は他の者が早くそれを実行する為の見せしめに刎ねられた。結局、他の反乱軍がどうにか苦痛から逃れようとする中、ドージャは鉄の王座の上でもがき死んだ。
その後、反乱は抑えられ、7万人程の農民が処刑された。ドージャの処刑、そして農民に対する惨い鎮圧は1526年にオスマン帝国が侵攻してきた時に連帯する力をも奪ったため、大いに帝国を助けた。従って、帝国は攻め入る事が出来たのである。また、ウェルベーチ・イシュトヴァーンが主導となって新しい法律が生まれた。

## 功績

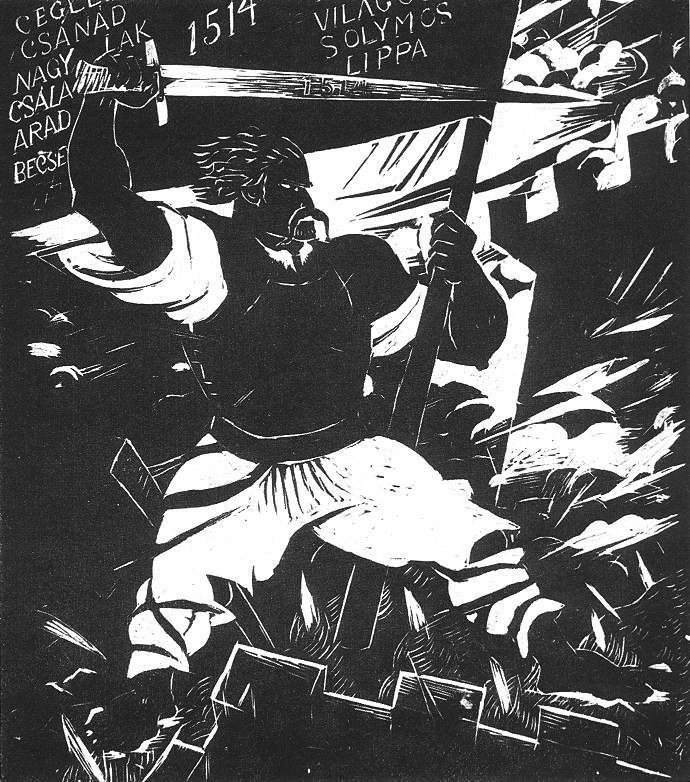
ドージャ、デルコヴィッツ・ギュラ画

今日、鉄の王座のあった遺跡にはセーケリ・ラースロー、キッシュ・ジェルジ作の聖母マリア像が建っている。伝わる所によれば、彼の処刑時、幾人かの修道士が彼の耳に聖母マリアを見たとされる。像は初め、1865年に建てられ、現存する物は1906年に建てられた物である。
彼の名を冠する広場は、ブダペストのアンドラーシ通りの隣の通りにあり、その下を通るブダペスト地下鉄3号線にはドージャ・ジェルジ通り駅がある。そして、彼の名前を冠する通り、ドージャ・ジェルジ通り、はペテーフィ・シャーンドル、コシュート・ラヨシュの物と並んでハンガリー有数の多数ある通りの名前になっている。
また、オペラ作家のエルケル・フェレンツは彼に関するオペラを著している。
ルーマニアに於いてもいくつかの都市でGheorghe Dojaを冠する通りがあり、彼の革命家的な印象と、トランシルヴァニアを出自とする矜持は、共産党の時代にゲオルゲ・ゲオルギュ＝デジによって作られた。また、セルビアに於いてもいくつかUlica Doža Đerđaを冠する通りがある。また、「彼に動かされたハンガリーの国民意識は無視され、その強い反中世的な性格にだけ目が向けられている」と評する者もいる。

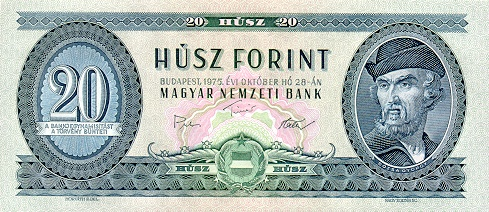
旧20フォリント紙幣裏面のドージャ

### 彫刻

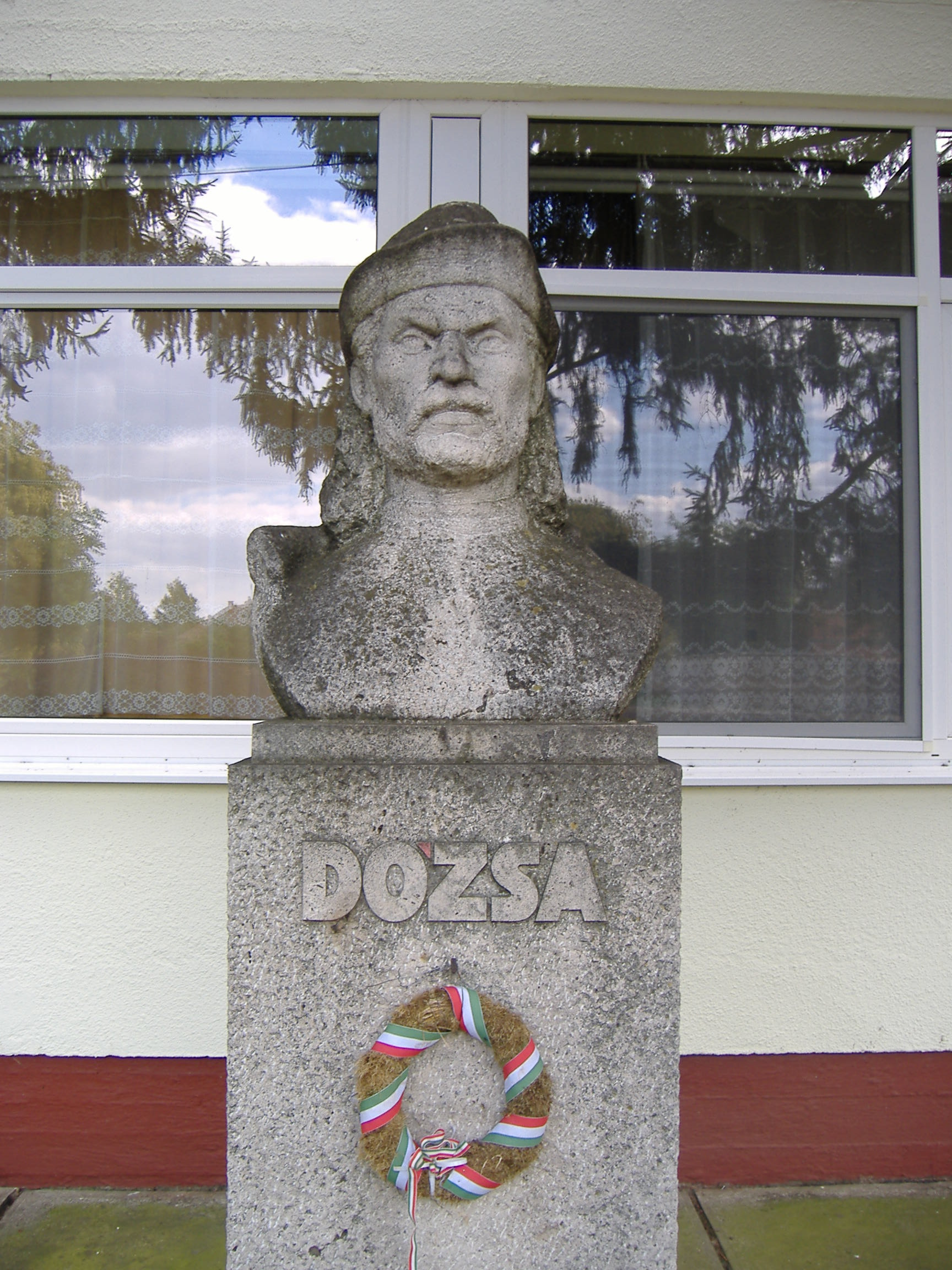
アパートファルヴァ（英語版）の物
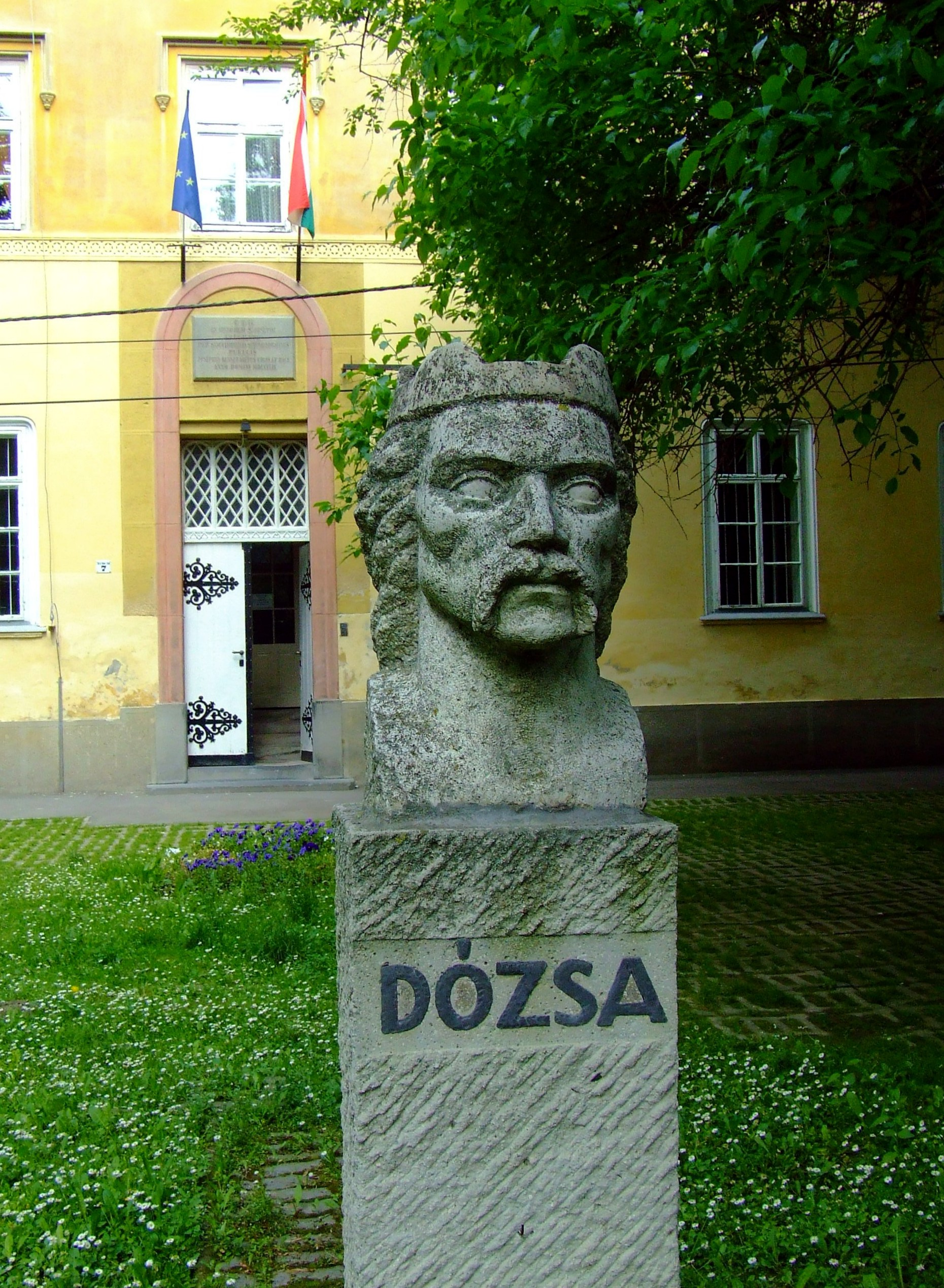
カロチャの物
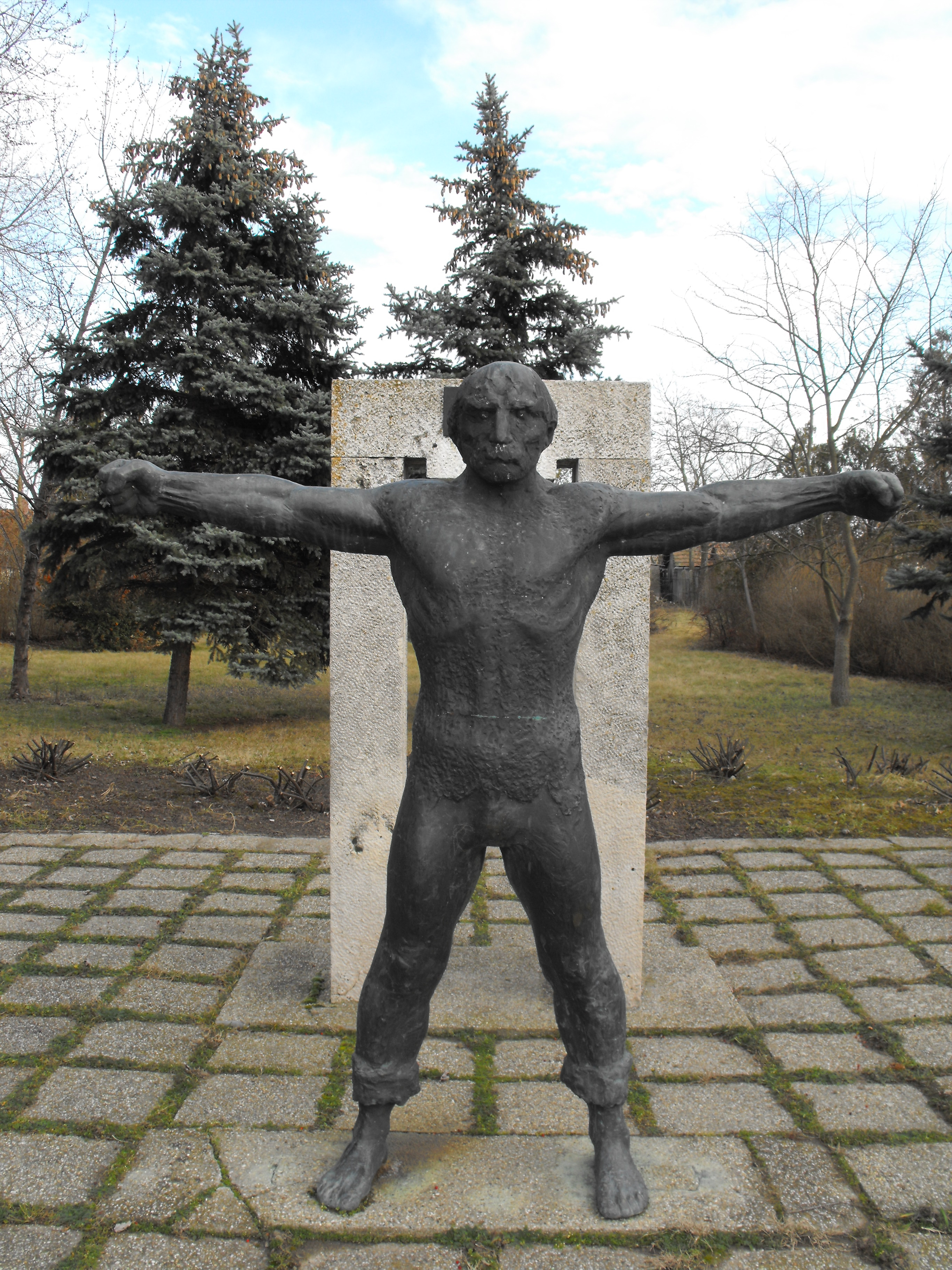
ナジラク（英語版）の物、アンドラーシュ・ラピシュ作